# Luneta

Sál s lunetami pod klenbou (Brémy)

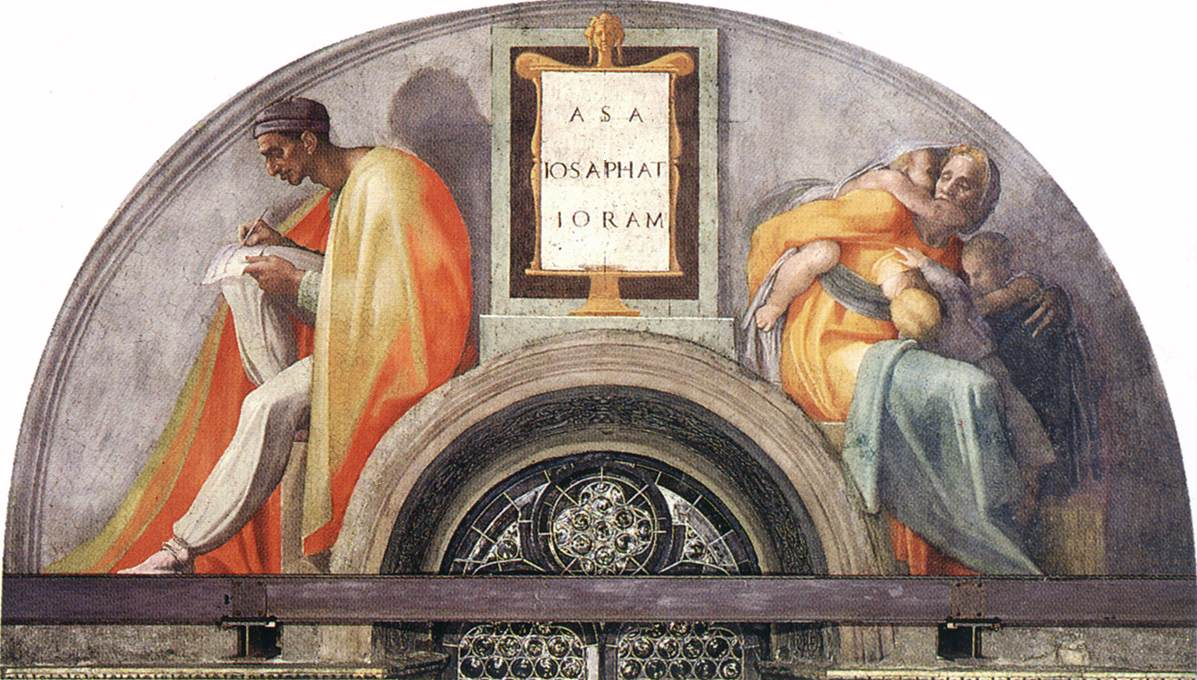
Luneta ve vatikánské Sixtinské kapli (Michelangelo Buonarroti)

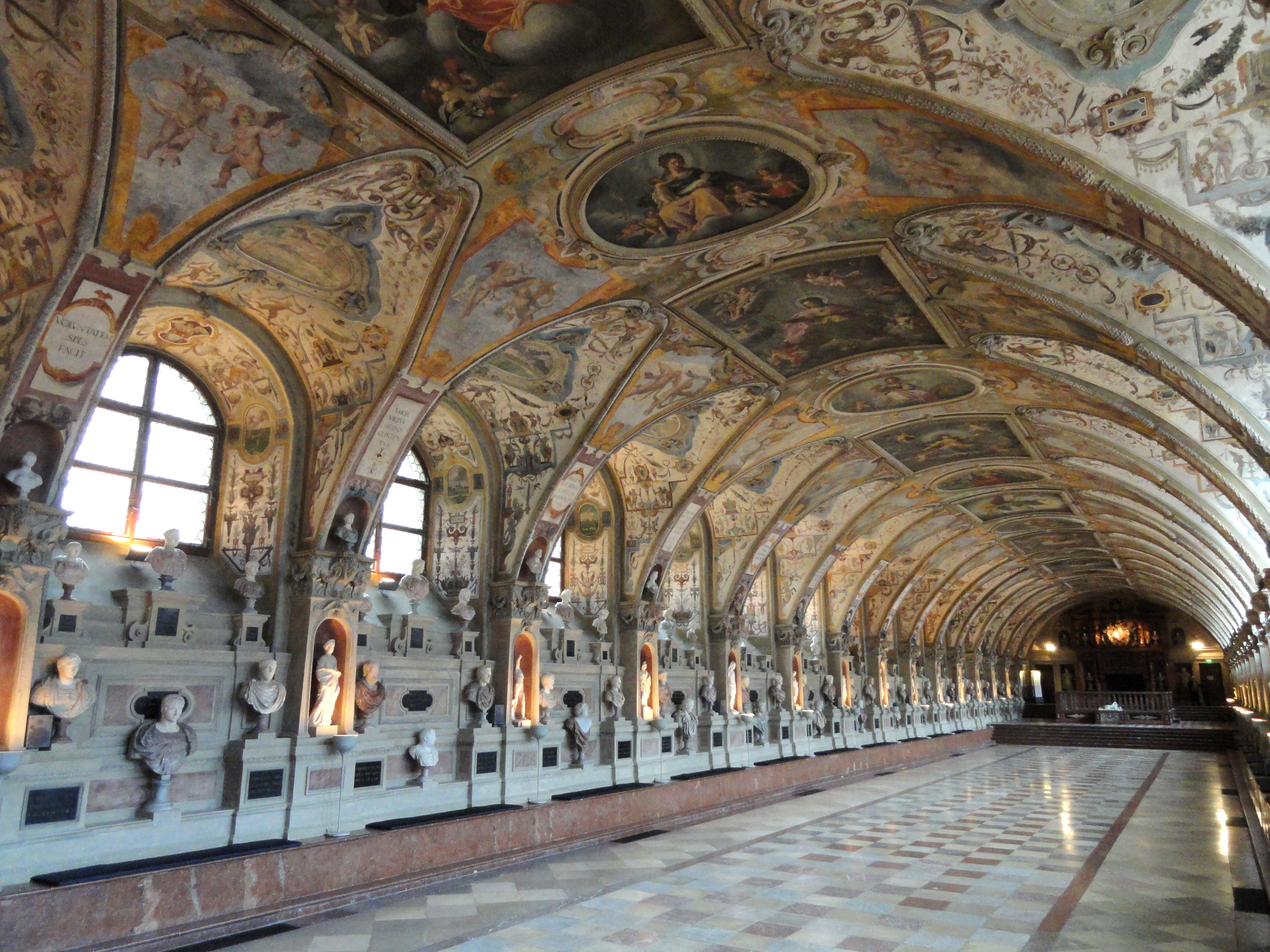
Valená klenba s lunetami (Antiquarium v Královské rezidenci v Mnichově)

Luneta (z franc. lunette, zdrobnělina z lat. luna, Měsíc) je půlkruhová plocha stěny (tvar Měsíce ve čtvrti), nejčastěji pod valenou klenbou nad okny a dveřmi, případně malba na takové ploše. Jedná se také o pronik valené klenby jinou klenbou s menší výškou i rozponem. Slouží obvykle k umístění oken. Někdy se jako luneta označuje i jakýkoli půlkruhový dekorativní útvar nade dveřmi, například tympanon.

## Popis
Lunetová valená klenba je tedy tvořena hlavní podélnou klenbou, do které z boku pronikají valené klenby o menším poloměru oblouku. V klenbě jsou tím vykrojeny trojúhelné zářezy (lunety), zejména nad okny, která prostor osvětlují a klenbu rytmicky člení. S rozvojem stavitelství v období renesance a mohutně pak v baroku se stala valená klenba lunetová zdrojem mnoha řešení reprezentačních prostor.[zdroj⁠?!] Jde o menší valenou klenbu, která se obvykle v pravém úhlu (méně často šikmo) zařezává do hlavní valené klenby. Takové „boční klenby“ jsou navrhovány nad okenními nebo dveřními otvory, ve výklencích nebo menších bočních místnostech, aby se zlepšilo osvětlení prostoru nebo se umožnil boční přístup. Pokud mají vrcholy dvou protilehlých lunet stejnou výšku jako vrchol hlavní valené klenby, vznikne klenba křížová. Valené klenby s lunetami jsou běžné v kostelech z doby baroka.

## Příklady
Malbu v lunetách proslavila Michelangelova výzdoba Sixtinské kaple ve Vatikánu z let 1508–1512. Jeho malované lunety a trojúhelné kápě nad nimi spojují stěny a strop, takže vnitřek kaple působí jako jediný celek. Výzdoba lunet je pak charakteristická pro renesanční, barokní a novorenesanční architekturu.
Známé lunety v Česku se nacházejí v prostorách Národního divadla v Praze. Alšovy lunety se nacházejí na stěnách pod stropem a v Liebscherově předsíni před foyerem na prvním balkóně. Jedná se o cyklus čtrnácti lunet Vlast a jde o důležitý zdobný prvek divadelní budovy stejně jako například Ženíškův triptych, obrazy Vojtěcha Hynaise na prezidentském schodišti nebo v slavnostní opona rovněž Vojtěcha Hynaise.